# Brankovac (Travnik, BiH)
Brankovac je naseljeno mjesto u općini Travnik, Federacija Bosne i Hercegovine, BiH.

## Stanovništvo

### 1991.
Nacionalni sastav stanovništva 1991. godine, bio je sljedeći:
ukupno: 298
- Hrvati - 157
- Muslimani - 121
- Jugoslaveni - 20

### 2013.
Nacionalni sastav stanovništva 2013. godine, bio je sljedeći:
ukupno: 255
- Hrvati - 159
- Bošnjaci - 95
- ostali, neopredijeljeni i nepoznato - 1